# Naked Eye
Pistes de Odds and Sods
I'm the Face Long Live Rock
Naked Eye est une chanson des Who parue sur la compilation Odds and Sods en 1974. Le morceau est cependant joué en concert par le groupe dès 1970, notamment lors du festival de l'Île de Wight. On le retrouve ainsi sur l'album Live at the Isle of Wight Festival 1970.

## Genèse et commentaires
Durant la tournée qui suivit la sortie de Tommy, leur fameux opéra-rock, les Who proposaient de longs concerts parsemés d'improvisations tumultueuses, notamment sur les chansons Sparks ou Heaven and Hell. Cependant, le medley le plus imposant prenait place à la suite de My Generation. Ainsi, la version de Live at Leeds porte la durée de cette chanson à près de 16 minutes.

Au fil des concerts, Pete Townshend rajoutait des accords et des parties mélodiques au medley. C'est ainsi qu'il en vint à jouer les accords de Do add9, de Sol et de Fa 6/9. Ce sont ces trois accords qui constituent le squelette de ce qui allait devenir plus tard Naked Eye. On peut les entendre sur les enregistrements de Woodstocket le Live at Leeds. Le guitariste parle ainsi de la genèse de cette chanson:
« Ce titre fut écrit autour d'un riff que nous jouions souvent sur scène à la fin du concert lors du début de la tournée Tommy. Cela devint l'un de nos meilleurs morceaux de scène, mais ne sortit jamais parce que nous avons toujours espéré trouver une bonne version live. Mais nous ne sommes qu'un mauvais groupe de scène... »
Plus tard, Townshend composa une introduction et écrivit un texte pour accompagner cette chanson.

Les paroles sont représentatives de la maturité atteinte dans l'écriture par Townshend au début des années 1970. Pete Townshend explique ainsi le thème de cette chanson:
« Les gens attribuaient tellement de choses à la drogue à cette époque et je trouvais ça très stupide. Les gens ne semblaient pas regarder plus loin que ce qu'ils voyaient. Naked Eye est une chanson disant: "Debout... Cela ne se passe pas comme vous le voyez". C'est une demande sincère aux gens de regarder plus profondément dans les choses. »
Roger Daltrey chante un premier couplet conquérant, voire machiste, mêlant des idées de drogues, de voitures, de conquêtes féminines. Le refrain ajoute que tout cela est très satisfaisant à l'œil nu (« it all looks fine, to the naked eye ») mais que la réalité est plus complexe (« but it don't really happen that way at all »). Townshend chante le second couplet, beaucoup plus cynique et féroce. Les paroles sont incisives et efficaces, montrant des images de séparation et de solitude. Daltrey revient pour le troisième couplet, concluant les paroles sur des thématiques résignées et sombres. La chanson se termine en un long solo de guitare.
La chanson est sortie de différentes manières, sur les compilations Odds and Sods ou Thirty Years of Maximum R&B. Une version enregistrée en concert au Young Vic en avril 1971 apparaît dans les bonus de la réédition de Who's Next.